# 지토 천황
지토 천황(일본어: 持統天皇, 다이카 원년(645년) ~ 다이호 2년 음력 12월 22일(703년 1월 13일))은 일본의 제41대 천황이자, 실제로 그 치세를 수행했던 여제다(칭제 형태로 정무를 살피기 시작한 게 슈초 원년(686년) 음력 9월 9일)이나, 재위는 지토 천황 4년(690년) 1월 1일(2월 14일) ~ 지토 천황 11년(697년) 8월 1일(8월 22일)).
이름은 우노노사라라 또는 우노노사사라(일본어: 鸕野讚良)이며, 일본식 시호는 《속일본기》 다이호 3년(703년) 12월 17일의 화장(火葬)할 무렵의 오호야마토네코아메노히로노히메노미코토(大倭根子天之廣野日女尊)와 《일본서기》의 요로 4년(720년)의 대대의 천황에게 시호를 올리면서 함께 올려진 다카마노하라히로노히메노스메라미코토(高天原廣野姫天皇)가 있다(단 《일본서기》에서 다카마노하라가 기술한 것은 모두 제4의 1서뿐). ‘지토’라는 시호는 762년 경에 오우미노 미후네(淡海三船)가 '계체지통(継体持統)'이라는 숙어에서 따서 올린 시호다.

## 생애

### 임신의 난 전까지
나카노오에 황자 딸이며, 어머니는 소가노 구라야마다노 이시카와마로(蘇我倉山田石川麻呂)의 딸 오치노이라쓰메(遠智娘)이다. 오타노 히메미코(大田皇女)가 친언니다.
외할아버지 이시카와마로가 무고로 다이카 5년(649년) 아버지 나카노오에에게 공격당해 자살하고, 이시카와마로의 딸로 나카노오에의 아내(나아가 우노노사라라 히메미코의 이모)였던 미야쓰코히메(造媛)도 아버지의 죽음을 한탄하며 얼마 못 가 병사하였다. 《일본서기》 지토천황 즉위전기(即位前紀)에 따르면, 우노노사라라 황녀의 어머니 오치노이라쓰메는 미노쓰코노이라쓰메(美濃津子娘)로 되어 있는데, 미노를 당시 미노(三野)로도 적었던 데서, 미노의 「미노(みの)」가 「미야(みや)」로 잘못 발음해서 미야쓰코히메(造媛)로 기록했을 가능성도 있다. 미노쓰코노이라쓰메와 오치노이라쓰메가 동일 인물이라면 우노노사라라 황녀는 어려서 어머니를 잃은 것이 된다.
사이메이 천황 3년(657년), 13세 나이로 숙부 오아마 황자(大海人皇子, 훗날 덴무 천황)에게 시집갔다. 그녀뿐 아니라 친언니 오타노 히메미코, 오에노 히메미코(大江皇女), 니타베노 히메미코(新田部皇女) 등 나카노오에 황자의 딸 네 명 모두 오아마 황자에게 시집갔는데 그것은 나카노오에 황자의 뜻이었다. 사이메이 천황 7년(661년)에 히메미코는 남편을 따라 천황을 수행하여 규슈까지 갔었다. 그 땅에서 덴지 천황 원년(662년)에 구사카베 황자(草壁皇子)를 낳았는데, 친언니 오타노 히메미코도 이듬해 오쓰 황자(大津皇子)를 낳았다. 덴지 천황 6년(667년) 이전에 오타노 히메미코가 숨을 거두면서 우노노사라라 히메미코는 오아마 황자의 다른 아내 가운데서도 가장 신분이 높은 제1부인이 되었다.

### 임신의 난
덴지 천황 10년(671년), 오아마 황자는 정쟁을 피해 요시노에 은거했고, 히메미코도 아들 구사카베 황자를 데리고 따랐다. 《일본서기》 등에는 기록되어 있지 않지만, 오아마 황자의 부인으로서 요시노까지 따라간 게 그녀 한 사람뿐이었다.
오아마 황자는 이듬해 결기해 임신의 난을 일으켰고, 히메미코는 아들 구사카베 황자와 오아마 황자의 다른 아들로 자신의 소생이 아닌 오사카베 황자(忍壁皇子)를 데리고 남편을 따라 미노를 향해 탈출한다. 병들고 지쳐 오아마 황자와도 헤어져 구와나(桑名)에 당도했는데, 《일본서기》에는 오아마 황자와 「함께 모의를 정하였다」라고 하여 임신의 난에서 히메미코가 오아마 황자에게 난의 계획과 관련한 의견을 냈다고 알려져 있다.
한편 임신의 난 때 현지의 호족 오와리노 오스미(尾張大隅)가 '천황'에게 사택 제공했음을 《속일본기》에서 알 수 있는데, 여기서 말한 '천황'이 덴무 천황(오아마 황자)인지 아니면 우노노사라라 히메미코(지토 천황)인지는 설이 나뉜다.

### 덴무 천황의 황후
임신의 난에서 승리한 오아마 황자는 덴무 천황 2년 정월 천황으로 즉위했고, 우노노사라라 히메미코도 황후가 되었다. 《일본서기》에 따르면, 덴무 천황이 재위하던 중에 황후는 늘 덴노 옆에서 정치에 관해 조언했다고 한다.
679년에 덴무 천황과 황후, 여섯 황자는 요시노에서 맹약(盟約)을 맺는데, 이 여섯 황자란 구사카베 황자, 오쓰 황자(大津皇子), 다케치 황자(高市皇子), 오사카베 황자, 가와시마 황자(川島皇子), 시키 황자(芝基皇子, 志貴로도 표기)로서 덴지 천황의 황자인 가와시마와 시키를 제외하면 모두 덴무 천황의 아들이었다. 덴무 천황은 황자와 더불어 다투지 말고 협력할 것을 맹세하게 하고 그들을 한데 끌어안았으며, 이어서 황후도 황자들을 끌어안았다고 한다.
황후가 병을 얻었을 때 덴무 천황이 황후의 쾌유를 빌며 건립한 게 야쿠시지이다. 681년, 천황은 황후와 함께 대극전(大極殿)에 나아가 황자와 여러 왕족, 신료들 앞에 율령 편찬을 시작하고, 당시 19세였던 구사카베 황자를 황태자로 삼겠다고 밝혔다. 당시 실무능력이 없던 어린아이를 황태자로 세운 전례가 없었음에도, 황후의 강한 요망으로 이러한 태자 책봉이 이루어진 것으로 추정한다.
685년경부터 덴무 천황은 병세가 차츰 진행되어, 황후가 대신 통치권자로서 존재감이 높아졌고, 686년 7월에 천황이 「천하의 일은 크고 작은 것을 막론하고 황후 및 황태자에게 보고하라」는 칙을 내리면서 우노노사라라 히메미코 ・ 구사카베 황자 모자가 공동으로 정무를 맡게 된다.

### 오쓰 황자의 모반 사건
원래 덴무 천황의 후계자로는 오타노 히메미코 소생의 오쓰 황자가 또 있었다. 황자는 구사카베 황자보다 한 살 어렸지만, 어머니쪽 신분은 구사카베 황자와 같았다. 두 황자에 대해 《일본서기》는 "언행이 뛰어나 덴무 천황이 아꼈으며 학문에 재능이 있었으니 시부(詩賦)의 흥성이 오쓰에서 비롯되었다." 고 칭찬하고 있지만, 구사카베 황자에 대해서는 어떤 찬사 같은 것이 기록되어 있지 않다. 구사카베 황자의 혈통을 옹호하는 정권 아래서 《일본서기》가 편찬되었다는 점을 감안할 때 두 황자의 능력차가 어느 정도였는지는 의심할 나위도 없는 것이었다. 둘의 어머니는 친자매였지만 오쓰 황자는 일찍 그 어머니를 여읜 것에 비해 구사카베 황자는 그 어머니가 실권자인 황후의 지위에 있어 강한 후견인이 되어주고 있었다는 것이 큰 차이였다. 구사카베 황자가 황태자가 된 뒤에도 오쓰 황자는 조정에에 출사하고 있었지만, 황태자로서의 구사카베 황자의 지위는 결정되어 있었다.
덴무 천황이 죽은 바로 다음 달인 10월 2일, 오쓰 황자는 모반이 발각되어 자결하였다. 가와시마 황자의 밀고에 따른 것이었다. 구체적으로 어떤 모반 계획이었는지조차 사서에는 남아있지 않다. 황위 계승을 실력으로 다투는 것은 이 시대까지는 흔한 일이었고 오쓰 황자에게 황위를 얻으려는 움직임이나 뭔가 불온한 언동이 있었기에 그것을 알게 된 황후가 재빨리 손을 써서 황자를 제거했거나, 모반 계획이라는 것도 구체적으로 기록에 밝혀지지 않은 점에서 구사카베 황자의 라이벌이 될 수 있는 오쓰 황자를 사전에 미리 역모 혐의를 씌워서 제거한 것이 아니냐는 설도 있는데, 우노노사라라 히메미코의 오쓰 황자 모반 사건에 대한 신속한 반응에서 그러한 천황의 의지를 엿볼 수 있다.

### 지토 천황의 칭제 그리고 즉위
2년 3개월에 걸쳐 황족・신하들이 참석한 일련의 장례를 거쳐 덴무 천황을 능묘에 안치했다. 이때 황태자가 관인들을 통솔하는 듯한 모습을 보였기에 구사카베 황자를 황위 계승자로 각인시키고자 하는 의도도 있었다고 볼 수 있지만, 구사카베 황자는 689년 4월에 병으로 급서하고 말았다. 우노노사라라 히메미코는 구사카베 황자의 아들 즉 손자 가루 황자(輕皇子, 훗날의 몬무 천황)에게 황위를 물려주고자 했지만, 일곱 살이라는 너무 어린 나이 때문에 황태자로 세우는 것조차 불가능하다고 여겼기에 우노노사라라 히메미코는 스스로 천황으로 즉위하기로 했다.
즉위하기 전 해에 황후는 전대 덴무 천황 때부터 편찬해온 아스카기요미하라령(飛鳥浄御原令)을 제정, 시행한다. 지토 천황 즉위식의 개략은 덴무 천황의 장례식과 더불어 《일본서기》에 상당히 구체적으로 기록되어 있는데, 비록 이전 의식을 자세히 기록한 게 없어서 정확히 알 수 없지만 방패나 창을 줄지어 세워놓는 예는 전에도 있었던 것에 비해, 천신의 축수하는 글을 읽는 것은 지토 천황의 즉위식에서 처음 보이는 것이었으며, 전대에 형식적으로나마 있었던 군신간의 협의나 추대도 없었다(이에 대해서는 전체적으로 오래된 의례를 답습한 것으로 간주하는 견해도 있으나 새로운 형식을 통해 천황의 권위를 높이려 했다고 보는 학자들이 많다). 즉위 후, 천황은 대규모 인사 교체를 단행하여 다케치 황자를 태정대신(太政大臣), 다지히노 시마(多治比島)를 우대신(右大臣)에 임명하였다. 한 사람의 대신(大臣)도 두지 않았던 덴무조의 황친정치(皇親政治)가 수정된 것이다.

### 지토 천황의 치세

#### 덴무 천황의 정책 계승
지토 천황 치세는 덴무 천황의 정책을 이어받아 완성한 아스카기요미하라령 제정과 후지와라쿄의 조영이 중요한 2대 업적으로 꼽힌다.
또한 관인층에게 무기를 갖추고 무예를 익힐 것을 장려하면서 덴무 천황의 정책을 충실히 계승했다. 묘기(墓記)를 제출하게 한 것도 덴무 천황의 역사 편찬 사업을 이어받은 것이다. 민정면에서는 경인적(庚寅籍)이라 불리는 호적이 작성되었다. 687년 7월에는 685년 이전의 빚에 대해서 그 이자를 면제했으며, 노비 신분을 나누고자 백성과 노비에게 지정된 색의 의복을 입도록 명했다.
이러한 율령국가 건설 ・ 정비 정책과 함께 지토 천황이 고심한 것은 카리스마적인 권위를 한몸에 갖추고 각 황족이나 신하를 회유하거나 지지할 필요가 없었던 남편 덴무 천황의 권위를 자신에게로 옮겨오는 것에 있었다. 지토 천황은 가키노모토노 히토마로(柿本人麻呂)를 시켜 천황을 찬양하는 노래를 짓게 했는데, 히토마로는 관직이 낮았음에도 불구하고 천황의 비호를 받아 천황이 붕어할 때까지 궁정 시인으로서 천황과 그 힘을 찬양하는 노래를 계속해 지을 수 있었고, 이후로는 지방 관료로 전환한다.
새로운 수도의 건설은 덴무 천황의 염원이기도 했으며, 이미 덴무조에 공사가 착수되고 있었다고도 하고, 지토 천황이 처음 시작했다고도 한다. 덴무 천황 말기까지 착수되지 않고 있었다는 설에서는 그 이유를 '백성의 노역 부담을 피하기 위해서'라고 하는 데서, 이세 행차도 덴무조의 치세와는 미묘하게 다른 점이 있음이 지적된다. 덴무 천황과의 중요한 차이점이기도 한 지토 천황의 잦은 요시노 행차는 남편과의 추억이 있는 땅임과 동시에 남편의 권위를 의식해 그 힘을 빌리려는 의도가 있었던 것으로 보기도 한다. 요시노 행차를 제외하면 이세로 한 번, 기이(紀伊)로 한 번 행차했고, 《만요슈》의 기술에서 오미에도 한 번 행차했던 것을 추정할 수 있다. 이세 행차는 농사에 방해가 된다는 주나곤(中納言) 미와노 다케치마로(三輪高市麻呂)의 간언도 듣지 않고 밀어붙였던 것이었는데, 이 행차는 새로운 수도가 될 후지와라쿄의 조영에 지방 호족층의 협력을 이끌어내려는 의도가 있었음이 지적된다.
생전 덴무 천황이 자신의 병 쾌유를 빌며 건립을 발원했던 야마토국의 야쿠시지를 완성시키고, 칙명에 따라 기원사로 삼았다.

#### 외교정책
외교면에서 덴무조에 이어 계속해 신라와 통교하는 한편 당나라와는 공적인 관계를 가지지 못했다. 학문승을 비롯한 일본의 여러 유학생들이 신라로 파견되었다. 《일본서기》 지토 4년(690년)조에 보면, 지토 천황은 지쿠고국 상양미군(上陽咩郡, 아가쓰마군上妻郡) 주민 오토모베 하카마(大伴部博麻)에게 "백제를 구원하는 전쟁에서 그대는 당의 억류 포로가 되었다. 그 뒤 하지노무라치 호도(土師連富杼), 히노무라치 오유(氷連老), 지쿠시노기미 사쓰야마(筑紫君薩夜麻), 유게노무라치 간보(弓削連元寶)의 아들 네 사람이 당에서 일본을 공격하려 한다는 계획을 듣고 조정에 상주하려 해도 돌아갈 수 없음을 걱정했다. 그때 그대는 부저 등에게 '나를 노예로 팔아서 그 돈으로 귀국해 상주해 달라' 하였다. 그래서 지쿠시노기미 사쓰야마나 부저 등은 일본으로 돌아올 수 있었지만 그대는 혼자 30년 가까이 당에 머무른 뒤에야 돌아갈 수 있었다. 나는 그대가 조정을 받들고 국가에 충성을 나타낸 것을 가상히 여긴다."며 조칙으로 토지 등의 상을 주었다고 한다.

### 양위
지토 천황의 치세 기간은 대부분 다케치 황자가 태정대신의 자리를 맡고 있었다. 그는 어머니쪽 신분은 낮았으나 임신의 난에서 세운 공적 덕분에 정무에 대해서도 신망을 모으고 있었던 것으로 보이는데, 공식 황태자였거나, 유력 후보로 지목되고 있었던 것은 아닐까 주장하기도 한다. 그러나 다케치 황자는 지토 천황 10년 7월 10일에 훙서하였다. 《회풍조(懐風藻)》에는 이때, 지토 천황의 뒤를 누가 이을 것인지를 놓고 문제가 되어, 황족과 신하들이 모여 회의를 가졌고, 가쓰노 왕(葛野王)의 발언이 채택되어 697년 2월에 가루 황자가 황태자가 되었다고 한다. 8월 1일, 지토 천황은 15세의 가루 황자에게 양위한다(몬무 천황). 일본 역사에서 생존 중에 양위한 천황은 고교쿠 천황(皇極天皇) 이래로 지토 천황이 두 번째였으며, 지토 천황은 이후 복위도 하지 않은 채 최초의 태상천황(太上天皇), 즉 상황이 되었다.
양위한 뒤에도 지토 상황은 몬무 천황과 함께 정무를 맡았는데, 몬무조의 최대 업적이라 꼽히는 다이호 율령(大宝律令)의 제정과 시행조차도 지토 상황의 의사가 관여한 것으로 여겨진다(이러한 정치 성향은 이후로도 계속되었다). 그러나 임신의 난의 공신에 대해서는 후지와라노 후히토 등 중국 문화에 경도된 젊은 인재들이 대두하여, 지토조의 그림자가 옅은 오사카베 친왕이 재등장하는 등 변화를 주목한 학자도 있다. 지토 천황은 다이호 원년(701년)에 잠시 정무를 그만두고 요시노 행차를 단행하는데, 이듬해에는 미카와(三河)까지 이르는 긴 여행을 거치면서 임신의 난에서 공을 세운 지방 호족들을 치하하였다.

### 붕어

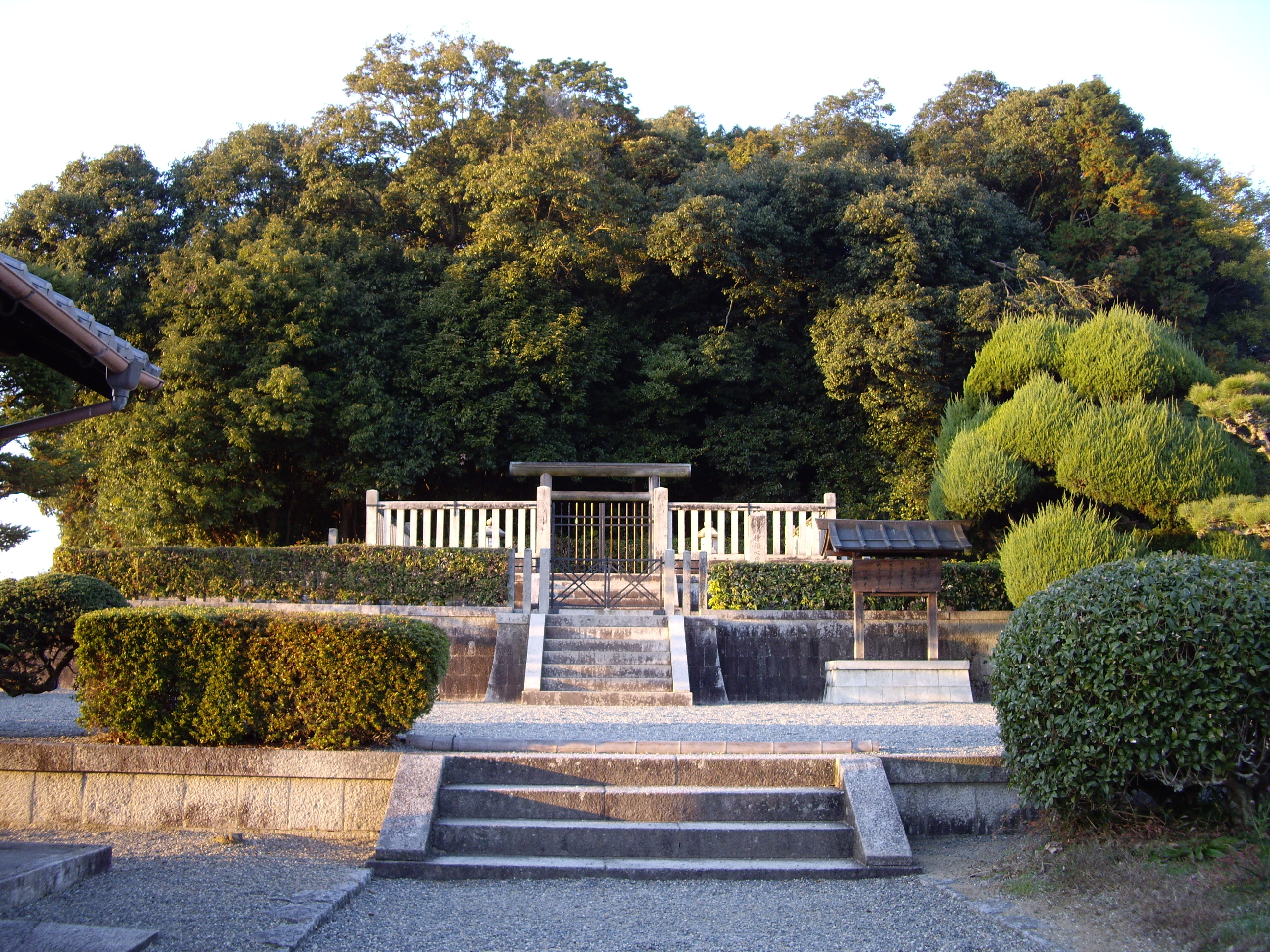
덴무 천황과 지토 천황의 무덤

다이호 2년(702년) 12월 13일, 천황은 병을 얻었고, 22일에 붕어한다. 1년여의 기간을 거쳐 화장되어 덴무 천황의 능에 합장되는데, 천황의 화장은 이것이 최초의 사례였다.

#### 능묘
지토 천황의 능은 지금의 나라현 다케치 군(高市郡) 히나타무라(明日香村) 오사노구치(大字野口)에 있는 히노구치노 오우치노 미사사키(檜隈大内陵)이라 불리는 노구치 왕묘 고분(野口王墓古墳)이다. 이 능은 고대 천황의 능묘로서는 희귀하게 그 비정에 이설이나 오류가 없는 능이기도 하다. 남편인 덴무 천황과의 부부합장묘이기도 하다.
다이카 2년에 내려진 박장령에 따라 천황으로서는 최초로 화장된 지토 천황의 유골은 남편 덴무 천황의 관 가까이에 놓인 은으로 만든 뼈단지에 담겨져 있었는데, 분랴쿠 2년(1235년)에 능묘가 도굴당해 뼈는 아무렇게나 버려지고 은으로 만든 뼈단지는 도난당했다고 한다. 이 도굴 사건의 전말은 당시의 구게 후지와라노 사다이에의 일기 《메이게쓰기(明月記)》에 그 전말이 기록되어 있으며, "잿더미가 되었을 망정 다시 탐색해서 주워다 제자리에 갖다 놓아야 할 것을 심하도다."라며 붕어하고 5백 년이 지나 남편 덴무 천황과 헤어지고 그 유골마저 길거리에 내버려진 지토 천황의 비참한 운명을 한탄하고 있다. 도굴 당시 작성된 《아부키나이 산릉기(阿不幾乃山陵記)》에 석실의 모습이 기록되어 있다.

## 가족 관계
- 아버지 : 덴지 천황(天智天皇)
- 어머니 : 소가노 오치노이라쓰메(蘇我遠智娘)
- 친자매 : 오타노 히메미코(大田皇女), 다케 황자(建皇子)
- 남편 : 덴무 천황(天武天皇)
  - 아들 : 구사카베 황자(草壁皇子)
  - 손자 : 가루 황자(珂瑠皇子, 몬무 천황), 히다카 황녀(氷高皇女, 겐쇼 천황), 기비노 내친왕(吉備內親王, 나가야 왕長屋王의 비)

지토 천황의 아들은 요절한 구사카베 황자 단 한 사람뿐이었지만, 여제의 손자는 덴무계 황족의 적류(嫡流)로서 나라 시대에 걸쳐 문화 ・ 정치를 장악하였다. 그러나 현손인 고켄 ・ 쇼토쿠 천황 이후 그 계보는 끊어지고, 황위는 다시 덴무계에서 덴지계의 고닌 천황으로 넘어가게 되면서 지토 천황의 계통은 종말을 고했다.
고닌 천황의 황후로서 쇼토쿠 천황의 여동생이었던 이노우에 내친왕(井上內親王) 소생의 아사베 친왕(他戸親王, 지토 천황의 외손)이 덴지 ・ 덴무계 황통의 융합의 상징으로서 태자로 책봉되지만, 모반죄로 인해 폐서인되고 어머니와 함께 일찍 요절하고 말았다. 또한 친왕의 누나 사케히토 내친왕(酒人内親王)은 간무 천황의 비가 되어 아사하라 내친왕(朝原内親王)을 낳았고 내친왕은 헤이제이 천황의 비가 되었지만, 내친왕은 아이를 낳지 못했다.
이밖에 기비 내친왕의 곤손으로 나가야 왕의 정변 이후, 조와(承和) 11년(844년)에 다카시나노 마히토(高階眞人)의 가바네(姓)를 받고 신적강하한 이소베 왕(峯緒王)이 있는데, 그도 아들 다카시나노 모치노리(高階茂範) 대에 양자를 들여 집안을 이었으므로 사실상 그를 마지막으로 지토 천황의 단절은 끊어진 셈이 된다. 다만 황자 신분을 박탈당한 손자 히로나리(広成) ・ 히로요(広世) 두 황자 등, 역사에서 이름이 지워지긴 했지만 그들을 통해 아직도 지토 천황의 피를 이어받은 자손이 살아남아 있을 것으로 추정된다.

## 같이 보기
- 무주
  - 성신 황제(690년~705년)
- 구다라노코니키시